# 名古屋鉄道のダイヤ改正
名古屋鉄道のダイヤ改正（なごやてつどうのダイヤかいせい）では、名古屋鉄道（名鉄）およびその路線網の前身会社においてこれまでに実施されたダイヤ改正（判明分のみ）について述べる。